# Edin Hasanović
Edin Hasanović, född 2 april 1992 i Bosnien och Herzegovina, är en tysk skådespelare.
Hasanović har bland annat medverkat i filmerna På västfronten intet nytt och Spelkvällen. Han har även medverkat i TV-serien Hotell Sacher.

## Filmografi (i urval)
- 2016 – Hotell Sacher (miniserie) (TV-serie)
- 2022 – På västfronten intet nytt (2022)
- 2024 – Spelkvällen